# Alfredo Quintana
Alfredo Eduardo Quintana Bravo (Havana, 20 de março de 1988 – Porto, 26 de fevereiro de 2021) foi um jogador de andebol luso-cubano que jogou pelo Industriales, Seleção de Andebol Cubana, F. C. do Porto e pela Seleção Portuguesa de Andebol.

## Carreira
Iniciou o seu percurso de andebolista no clube havano Industriales, representando a seleção cubana nos Campeonato Pan-Americano de 2010, realizado no Chile. É neste momento que o recrutamento do Futebol Clube do Porto encontrou Alfredo Quintana. Precisamente, nesse ano, Alfredo Quintana ingressa o Futebol Clube do Porto para jogar na época de 2010/2011, à data com 26 anos. Acabou por representar o clube por 10 anos, jogando 431 partidas e marcando 38 golos.[carece de fontes?] Tornou-se, durante este tempo, num dos melhores guarda-redes do andebol nacional e um dos melhores da Europa, jogando ao mais alto nível na Liga dos Campeões de Andebol.
Em 2014, naturaliza-se português, tendo sido pela primeira vez convocado pelo então selecionador nacional Rolando Freitas. Apesar de ter havido algumas vozes discordantes da convocatória, Alfredo Quintana viria a ganhar preponderância na Seleção Nacional de Andebol, sendo uma das figuras mais respeitadas dentro do balneário, naquela que é hoje considerada a geração de ouro do andebol português. Representou a seleção nacional em 73 ocasiões, marcando 10 golos, e ajudando Portugal a atingir os melhores resultados de sempre, tanto no Campeonato Europeu de Andebol 2020, 6º lugar, como no Mundial de Andebol de 2021, que realizou-se no Egito, onde a seleção alcançou um honroso 10º lugar. Estava no horizonte a sua participação no torneio Pré-olímpico que realizaria em Março de 2021, em França, para conquistar uma vaga para os Jogos Olímpicos Tokio 2021.

## Conquistas
Ganhou a maioria dos troféus pelo Futebol Clube do Porto:
- Liga Portuguesa: 2010–11, 2011–12, 2012–13, 2013–14, 2014–15, 2018–19.
- Taça de Portugal:  2018–19.
- Supertaça de Portugal: 2014, 2019.

## Morte
No dia 22 de fevereiro de 2021, num treino ligeiro com a equipa do Futebol Clube do Porto, Alfredo Quintana sofreu uma paragem cardiorrespiratória, sendo imediatamente assistido e transportado para o Hospital de S. João no Porto. O seu estado era considerado grave. Notícias da sua morte chegaram primeiramente da Federação de Andebol Cubana sem no entanto o Futebol Clube do Porto ou o Hospital confirmar o óbito. Alfredo Quintana não viria a resistir às consequências da paragem cardiorrespiratória vindo a falecer a 26 de fevereiro de 2021, às 12h00. O Presidente da República Portuguesa, Marcelo Rebelo de Sousa, lamentou a morte de Alfredo Quintana.